# Oberems
Oberems je obec ve švýcarském kantonu Valais, okrese Leuk. Žije zde 122 obyvatel.

## Geografie
Obec se nachází na terase nad vstupem z údolí Turtmanntal do údolí Rhôny. Skládá se z vesnic Ahorn a Bodmen a několika roztroušených vesnic, například Gruben/Meiden.

## Historie

Letecký pohled (1955)

Po oddělení od Leuku v roce 1238 se Oberems stal samostatnou obcí. Kolem roku 1350 byla obec poprvé postižena morem. O asi 100 let později, 18. ledna 1457, byla vydána první nařízení pro obec Ober-Ems. Druhé období moru, které přežilo jen 10 až 15 % obyvatel, následovalo na počátku 16. století. V roce 1727 byla založena farnost Ems. Francouzská invaze do Valais v roce 1799 vedla v květnu k bitvě u lesa Pfynwald a vyplenění údolní obce Unterems. V roce 1818, 12. března kolem poledne, zahynulo při pádu laviny z vrcholu Emshorn šest lidí. V roce 1891 při ničivém požáru zcela vyhořela vesnice Widenbrunnen. Mnoho rodin a jednotlivců zůstalo bez střechy nad hlavou. V roce 1908 byla v Oberems postavena škola. Dne 17. ledna 1918 byla založena spořitelna Raiffeisenkasse Ems. V letech 1922 až 1925 byla v obci postavena elektrárna společnosti Illsee Turtmann AG, která byla uvedena do provozu 26. února 1925. O rok později bylo v obci poprvé zavedeno elektrické osvětlení. Veřejný vodovod byl vybudován v letech 1929 až 1934. V roce 1932 byl v obci postaven mlýn a pila. V roce 1943 byly vybudovány nové zavlažovací systémy pro zemědělství. K významným silničním stavbám patřila v roce 1948 výstavba lesní cesty z Oberemsu do Erzwäsch v údolí Turtmanntal (12,5 km) a v roce 1951 výstavba silnice z Oberems Dorfu do vesnice Bielen (1 km). O dva roky později byl v Oberemsu vysvěcen nový kostel. V roce 1951 byla zřízena lanová dráha LTUO (Turtmann-Unterems-Oberems AG).
V letech 1959–1963 byla na Emshornu vybudována první velká lavinová ochrana. V tomto období proběhla také výstavba silnice z osady Tuminen (Ergisch) do Unterems a Oberems (5,3 km). V letech 1964–1968 byl vybudován nový vodovod s rezervoárem a hydrantová síť byla rozšířena do osad. V roce 1977 byl založen turistický spolek, v letech 1985–1996 byla vybudována kanalizace s napojením na čistírnu odpadních vod Radet a v roce 1987 byl uveden do provozu objekt civilní obrany, nová samoobsluha a víceúčelová hala. V letech 1998 až 1999 byla v obci napojena elektrická síť a v letech 2002 a 2003 bylo vybudováno nové depo a hasičská zbrojnice.
Dne 22. prosince 2004 byla oblast údolí Turtmanntal na základě rozhodnutí Spolkového soudního dvora rozdělena katastrálně na dvě poloviny, a to v návaznosti na rozhodnutí Kantonálního soudu kantonu Valais ze dne 5. července 2004. V roce 2006 bylo vybudováno sportovní hřiště s různým využitím a v říjnu 2007 byla upravena náves u kostela.

## Obyvatelstvo

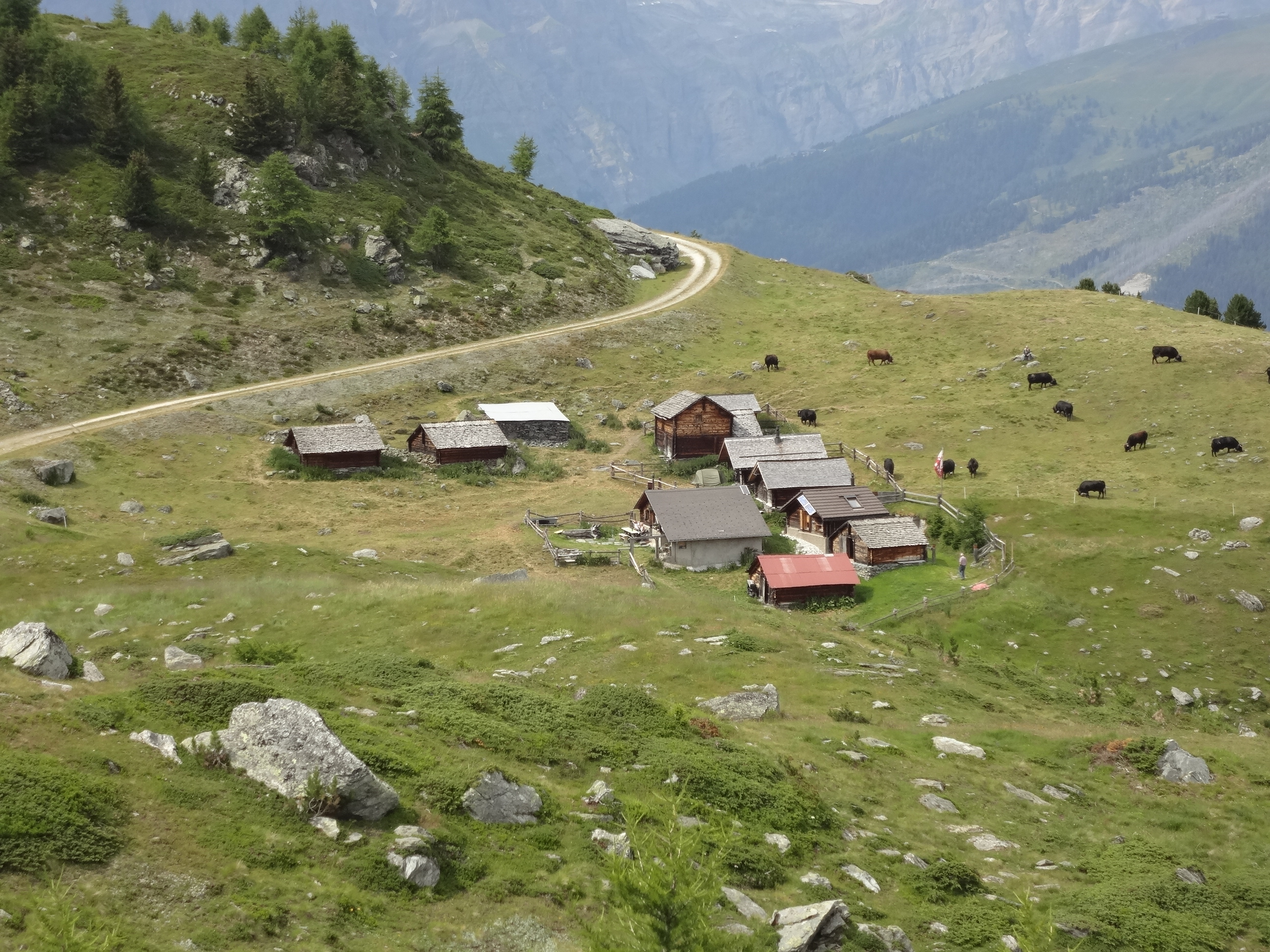
Zemědělské usedlosti v Oberems

| Rok            | 1802 | 1850 | 1900 | 1950 | 2000 | 2010 | 2012 | 2014 | 2016 |
| Počet obyvatel | 153  | 166  | 202  | 150  | 125  | 135  | 134  | 127  | 123  |

## Doprava
Vedlejší silnice spojují Oberems s obcí Unterems na dně údolí Rhôny. Nejbližší železniční zastávkou je Turtmann na Simplonské dráze (Brig–Sion).

## Galerie

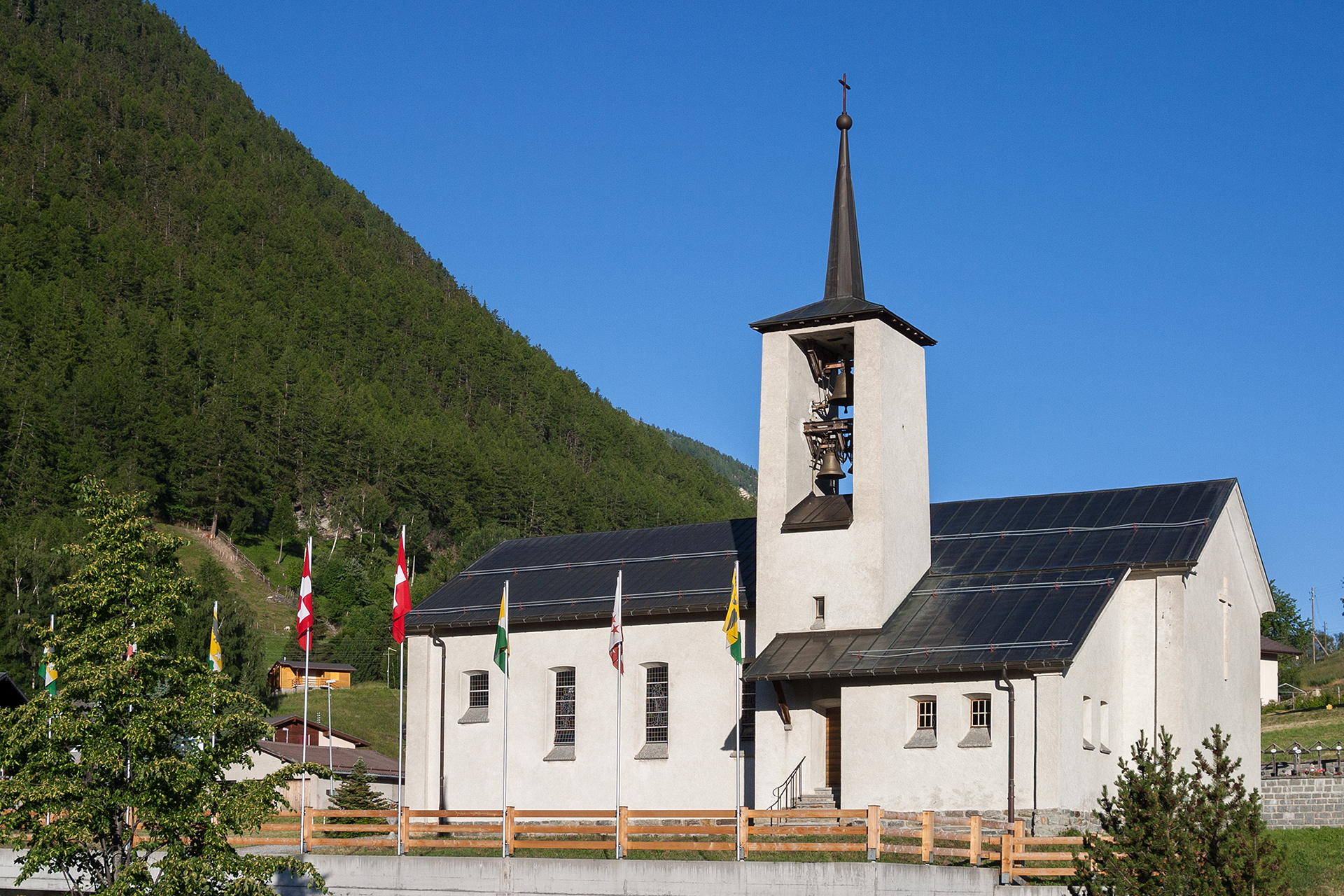
Kostel
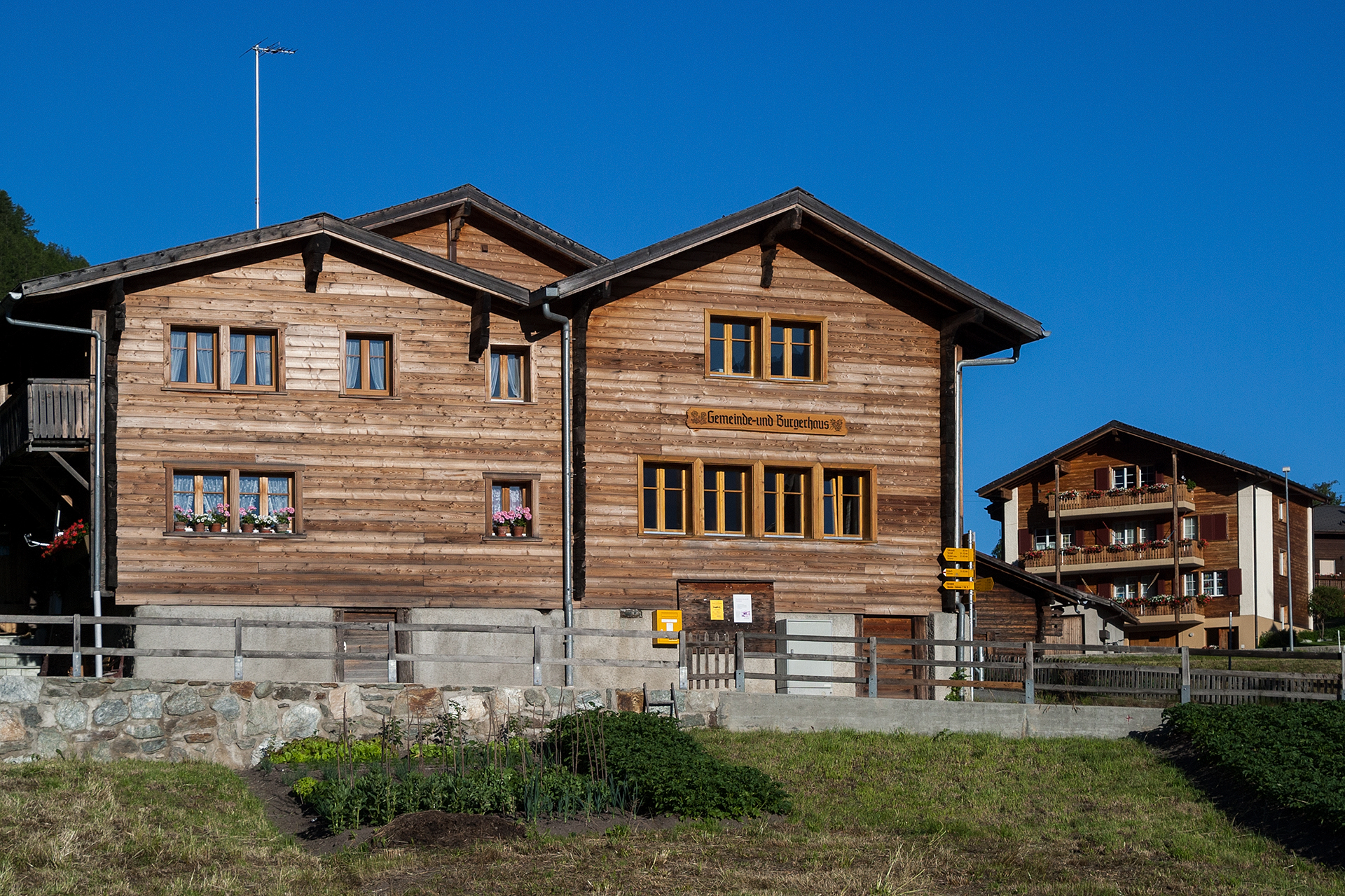
Obecní úřad
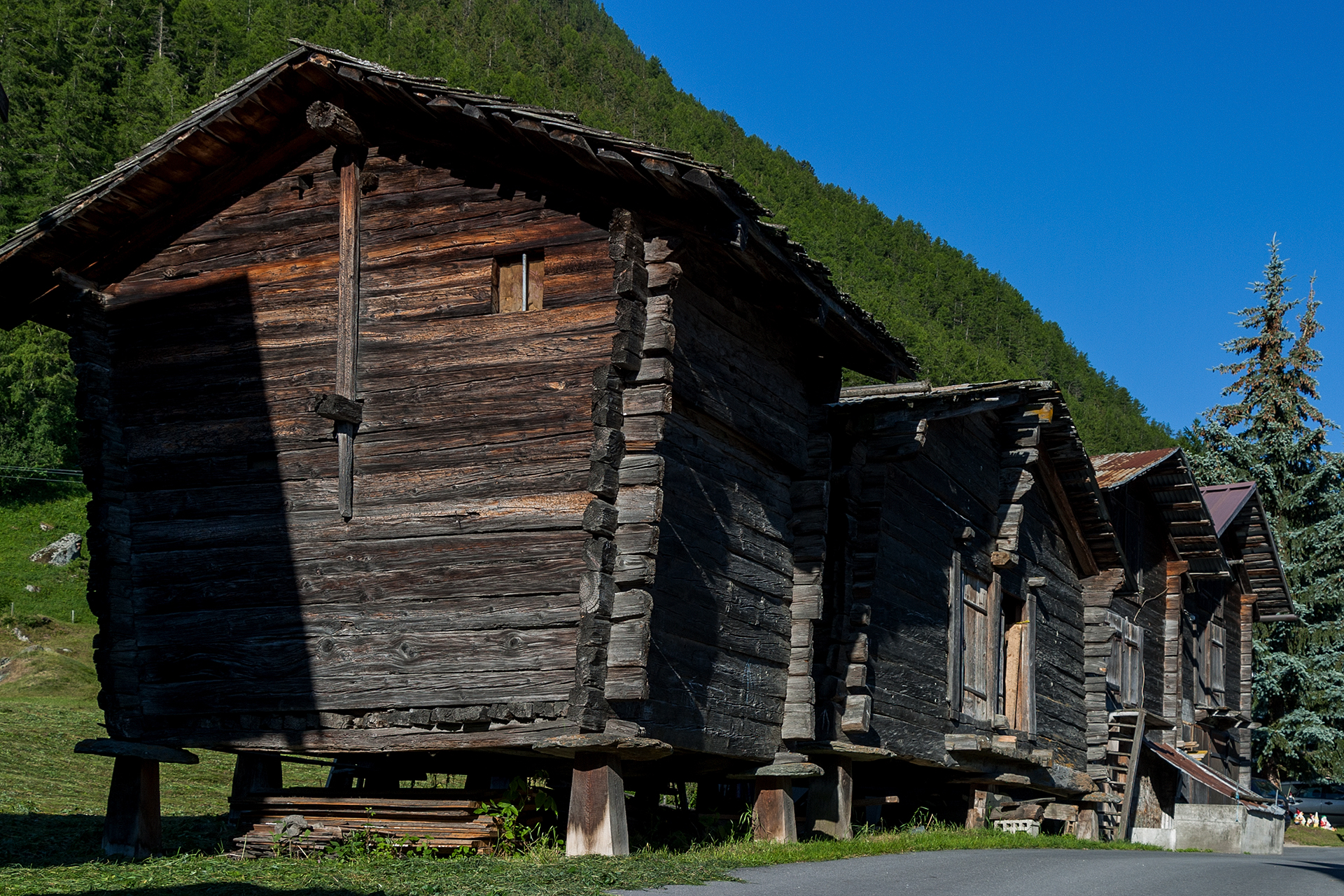
Tradiční walliské stodoly